# Paradicranophorus hudsoni
Paradicranophorus hudsoni är en hjuldjursart som först beskrevs av Glascott 1893.  Paradicranophorus hudsoni ingår i släktet Paradicranophorus och familjen Dicranophoridae. Arten är reproducerande i Sverige. Inga underarter finns listade i Catalogue of Life.